# Velje Brdo
Velje Brdo (en serbe cyrillique: Веље Брдо) est un village de l'est du Monténégro, dans la municipalité de Podgorica.

## Démographie

### Évolution historique de la population[1]
| 1948 | 1953 | 1961 | 1971 | 1981 | 1991 | 2003 |
| ---- | ---- | ---- | ---- | ---- | ---- | ---- |
| 91   | 112  | 169  | 139  | 193  | 229  | 314  |